# طعم دیگران
طعم دیگران (به انگلیسی: The Taste of Others) (به فرانسوی: Le goût des autres) یک فیلم فرانسوی سال ۲۰۰۰ است. کارگردانی این فیلم را اَنی‌یس ژاوی بر عهده گرفته بود، و نویسندگان این فیلم عبارتند از خود کارگردان و ژان-پیر باکری. از ستارگان این فیلم می‌توان Jean-Pierre Bacri، آنا آلوارو، آلین چابات، اَنی‌یس ژاوی و جرارد لانوین را نام برد. همچنین این فیلم برنده جایزه سزار بهترین فیلم, Best Supporting Actor, Best Supporting Actress و Best Writing و نامزد برای جایزه اسکار بهترین فیلم غیر انگلیسی‌زبان در سال ۲۰۰۱ بوده‌است.

## خلاصه داستان
«ژان ژاک کستلا» کارخانه داری است که با اکراه به دیدن «برنیس» یکی از تراژدیهای «راسین» می‌رود تا اجرای خواهرزاده خود را ببیند. رهبر نمایش «بانو کلارا دوو» به نظر او کاملاً آشنا می‌آید. در طول نمایش او به یاد می‌آورد که در گذشته او را به عنوان معلم زبان انگلیسی استخدام و اخراج کرده‌است. او به سرعت از سالن خارج شده و در کلاسهای انگلیسی ثبت نام می‌کند و…

## جوایز
این فیلم کاندیدای ۱ اسکار (کاندیدای اسکار بهترین فیلم غیر انگلیسی زبان) در سال ۲۰۰۱ شد.